# بک‌ترک
لینوکس بک ترک (Backtrack Linux) یک توزیع لینوکس مبتنی بر GNU بود که برای کشف نقاط ضعف امنیتی سیستم‌های مختلف و به صورت یک دی وی دی لایو (بدون نیاز به نصب یا وجود هارد دیسک) تهیه شده بود.
در مارس ۲۰۱۳ تیم امنیتی Offensive Security بک ترک را بر مبنای دبیان باز سازی کرده و تحت عنوان کالی لینوکس منتشر کردند.
این سیستم عامل بیشتر توسط هکر ها برای شناسایی نقاط ضعف و نفوذ به سیستم های شبکه مورد استفاده قرار می گیرد.

## تاریخ‌های انتشار
| ۵ فوریه ۲۰۰۶   | BackTrack v.1.0 Beta                           |
| ۲۶ می ۲۰۰۶     | اولین انتشار از Backtrack v.1.0                |
| ۶ مارس ۲۰۰۷    | BackTrack 2 نسخه نهایی                         |
| ۱۹ ژوئن ۲۰۰۸   | BackTrack 3 نسخه نهایی                         |
| ۹ ژانویه ۲۰۱۰  | BackTrack 4 نسخه نهایی (Linux kernel 2.6.30.9) |
| ۸ می ۲۰۱۰      | BackTrack 4 R1                                 |
| ۲۲ نوامبر ۲۰۱۰ | BackTrack 4 R2                                 |
| ۱۰ می ۲۰۱۱     | (BackTrack 5 (Linux kernel 2.6.38              |
| ۱۸ اوت ۲۰۱۱    | (BackTrack 5 R1(Linux kernel 2.6.39.5          |
| ۱ مارس ۲۰۱۲    | (BackTrack 5 R2 (Linux kernel 3.2.6            |
| ۱۳ اوت ۲۰۱۳    | BackTrack 5 R3                                 |

هر زمان که یک نسخه جدید از بک ترک منتشر شد، نسخه‌های قدیمی تر پشتیبانی و سرویس تیم توسعه بک ترک از دست دادند. در حال حاضر نسخه‌های پشتیبان بک ترک وجود ندارد.